# Parvez Sharma

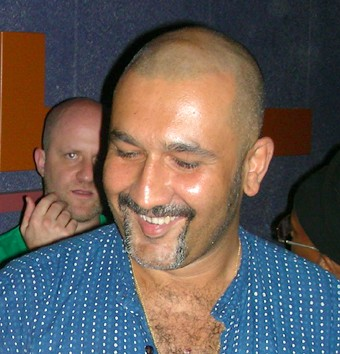
Parvez Sharma bei der Show für A Jihad for Love in Washington, DC, USA, 2008

Parvez Sharma (* 20. Jahrhundert) ist ein indischer Journalist und Filmregisseur. Er ist insbesondere international bekannt durch den Dokumentarfilm A Jihad for Love über homosexuelle Muslime.

## Biographie
Sharma wurde in Indien geboren und verbrachte dort einen Teil seiner Kindheit. Er besuchte Schulen in Indien, den Vereinigten Staaten und im Vereinigten Königreich. Nach seiner Schulzeit studierte Sharma Englische Literatur am Presidency College der University of Calcutta. Sharma erreichte den Master an der Jamia Millia Islamia University. Des Weiteren gelang ihm Studienabschlüsse im Bereich Journalismus an der University of Wales, Cardiff und an der American University School of Communication.
Sharma lebt gegenwärtig offen homosexuell in New York City und ist Muslim.
In seiner beruflichen Arbeit beschäftigt sich Sharma mit dem Thema Homosexualität und Islam. Als freier Journalist arbeitet er für verschiedenen Medien und Institutionen, wie beispielsweise BBC World Television in Indien, den Discovery Channel in den Vereinigten Staaten und die Weltbank.
Sharmas international meist bekannte Arbeit ist der Dokumentarfilm A Jihad for Love. Der Dokumentarfilm widerlegt die insbesondere in einigen islamischen Ländern bestehende Meinung, dass es keine moslemischen homosexuellen Menschen in diesen Ländern gebe. Der Dokumentarfilm beleuchtet das versteckte Leben islamischer homosexueller Menschen in vorwiegend islamisch geprägten Ländern wie in Saudi-Arabien, Iran, Irak, Pakistan, Ägypten und Bangladesch.
Bereits vor der Entstehung schrieb Sharma in Zeitungsartikeln über das Thema Homosexualität und Islam, beispielsweise in dem in Indien erschienenen Artikel Emerging from the Shadows in der Zeitung The Telegraph. Auch für die Zeitung The Huffington Post schrieb er über dieses Thema.